# Goulburn
Pour les articles homonymes, voir Goulburn (homonymie).
Goulburn est une ville australienne située dans la zone d'administration locale de Goulburn Mulwaree, dont elle est le chef-lieu, en Nouvelle-Galles du Sud.

## Géographie
La ville est située à environ 190 kilomètres au sud-ouest de Sydney sur la Hume Highway.

## Histoire
La ville doit son nom à James Meehan qui lui donne le nom de Henry Goulburn, sous-secrétaire d'État à la guerre et aux colonies, nom qui fut approuvé par le gouverneur Lachlan Macquarie. Le nom aborigène de la ville est Burbong, un mot Murring ou Wiradjuri indiquant une zone spéciale de culture indigène. Elle s'enorgueillit d'être la plus ancienne « city » de l'intérieur du continent.
Goulburn était le pays du peuple Gandangara avant l'arrivée des Européens.
Le gouvernement britannique s'appropria la région en 1788 et distribua des terres gratuitement aux colons dans les années 1820. Les colons, leur bétail et les maladies importées réduisirent fortement la population indigène et un certain nombre d'entre eux furent rassemblés au « Tawonga Billabong Aboriginal Settlement ». En 1828, Robert Dixon dresse les plans de la ville.
En 1930, le cours d'eau sécha et les aborigènes repartirent. Certains revinrent en ville.
Goulburn est le point de départ ferroviaire et le centre des services pour tout l'élevage de région et un point d'arrêt pour les automobilistes de la « Hume Highway ». Une déviation a été mise en service en 1992 et sa grand rue particulièrement longue est devenue plus calme sauf le samedi matin quand les gens font leurs courses.

Goulburn possède un aéroport (code AIAT : GUL).
La ville possède un agréable parc en centre-ville et beaucoup de maisons anciennes notamment près de la gare et deux cathédrales du XIXe siècle.
Goulburn possède une statue géante en béton d'un mouton mérinos appelée "the Big Merino" surnommé "Rambo".
La ville souffre beaucoup des conditions de sécheresse actuelle. En 2006, la dernière pluie de quelque importance datait de novembre 2004 de sorte que les réserves d'eau de la ville avaient été pour la dernière fois à leur maximum en 2000. La ville envisagea d'utiliser de l'eau recyclée mais les habitants ont rejeté le projet par référendum en 2006. En 2013, la ville est approvisionnée en eau grâce à une canalisation de 84 km de long, avec une capacité de 7,5 millions de litres par jour, qui amène l'eau depuis les "Southern Highlands". C'est le plus gros investissement public dans l'histoire de la ville.
Au nord-est de la ville se trouve le Centre correctionnel de Goulburn qui est l'une des prisons de très haute sécurité de type Supermax que possède l'Australie.

## Célébrités
- Le coureur cycliste sur piste Dunc Gray (1906-1996), champion olympique en 1932, né à Goulburn.
- Le joueur de tennis Bill Sidwell est né à Goulburn en 1920.
- L'acteur George Lazenby, qui interpréta le rôle de James Bond à une reprise, est natif de Goulburn.

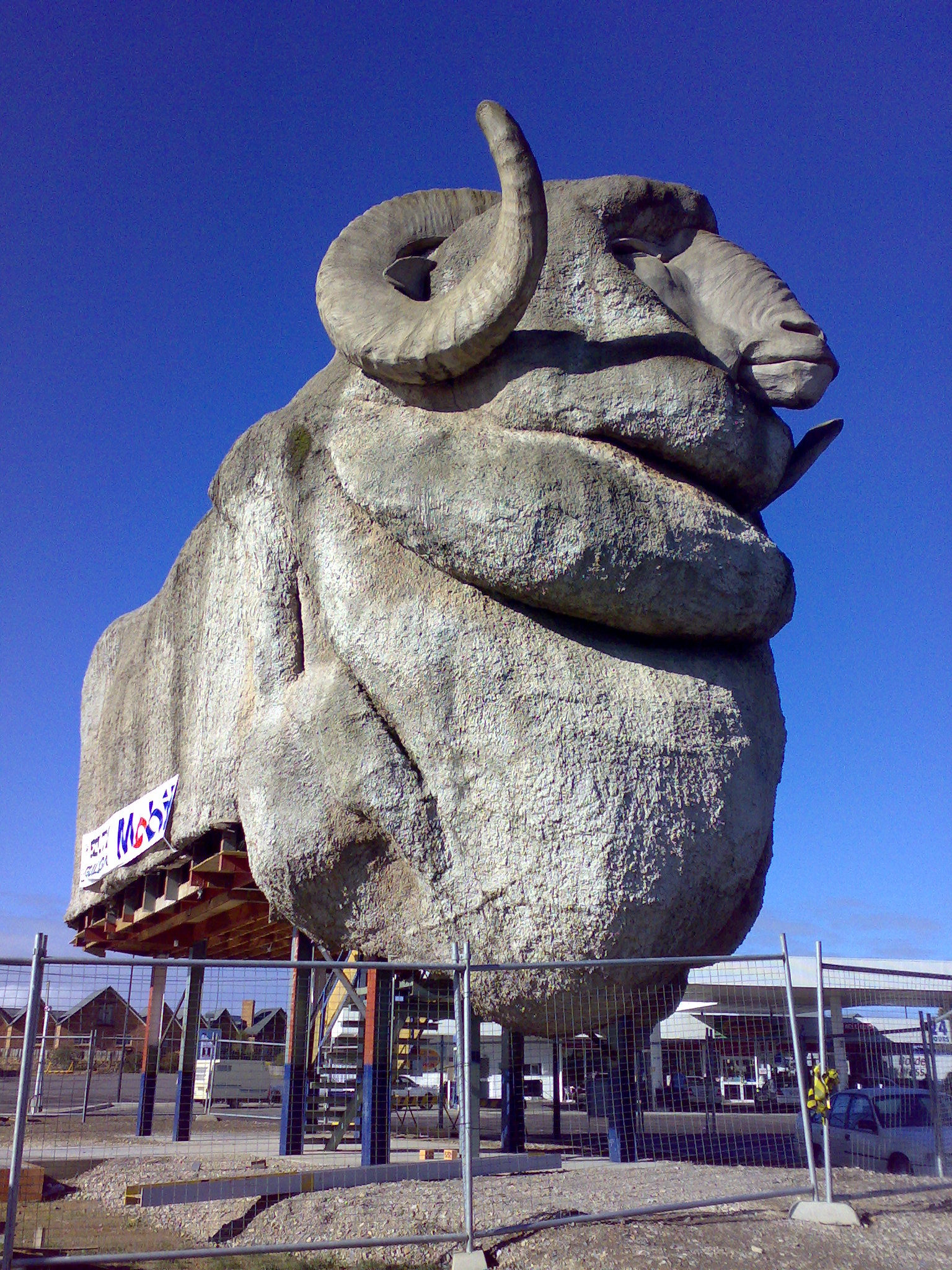
Rambo, le Mérinos de Goulburn.
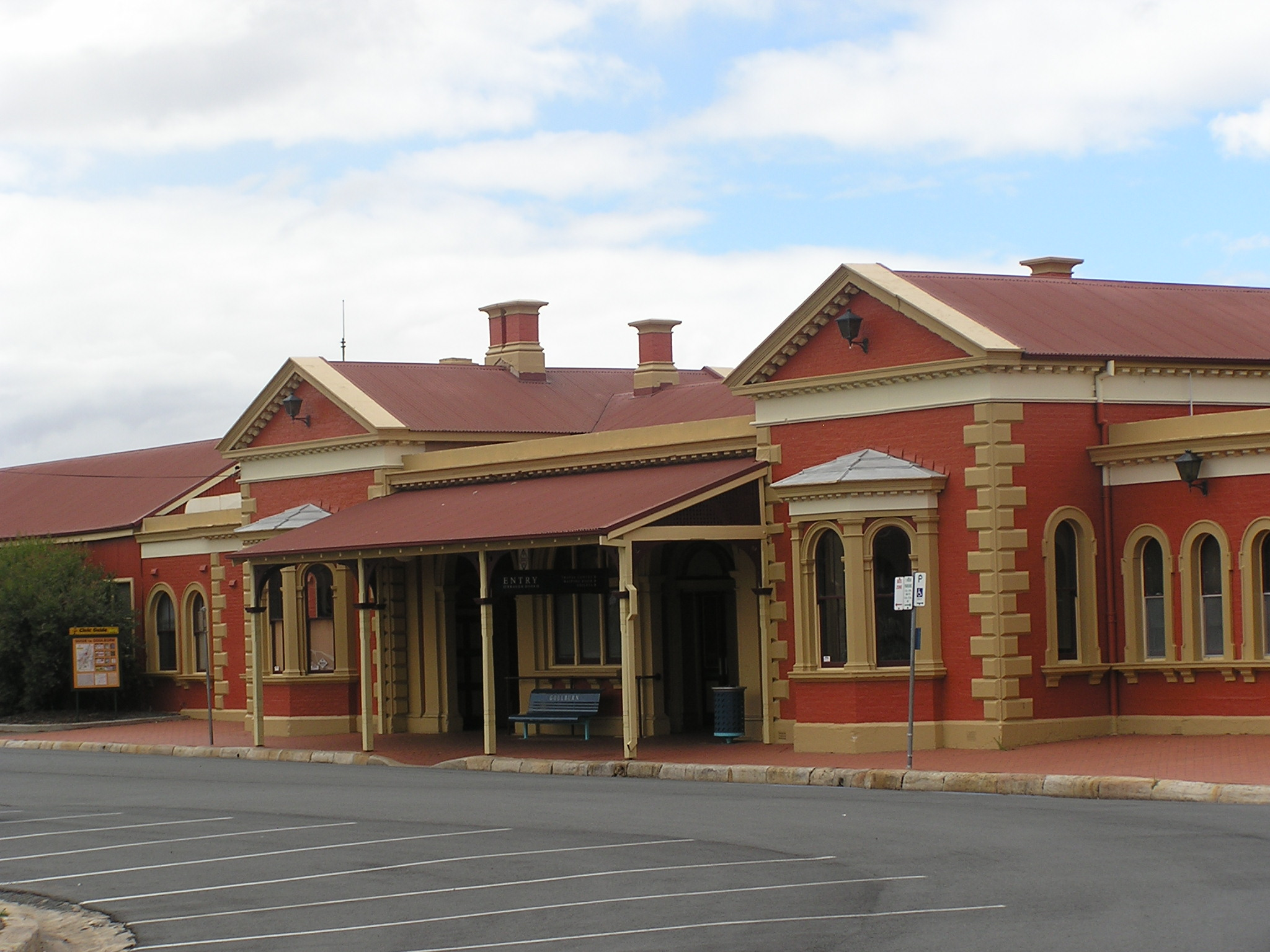
La gare.
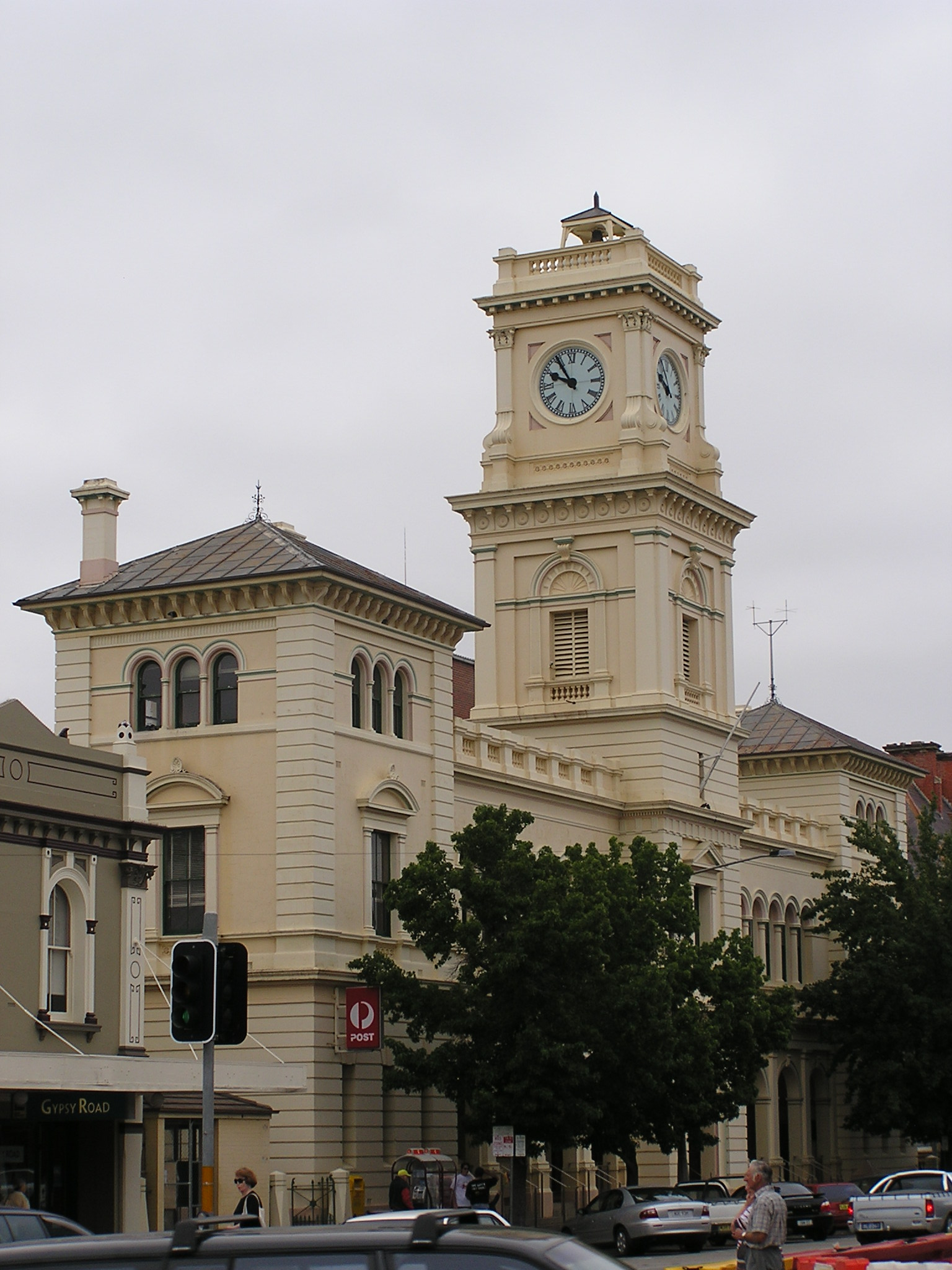
Le bureau de Poste.
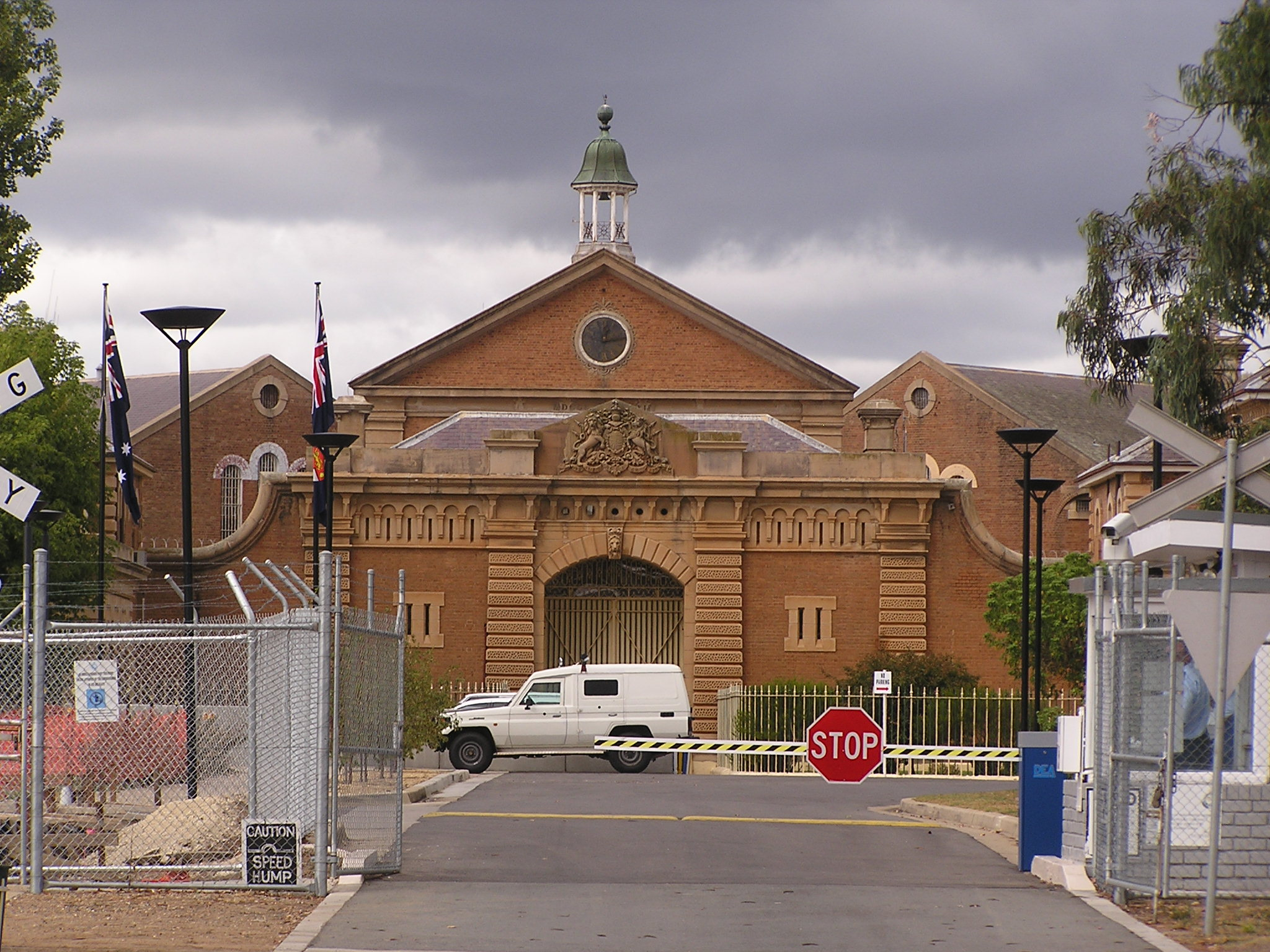
La prison.